# 玛拉盖庙
玛拉盖庙，赐名“咸安寺”，位于内蒙古自治区锡林郭勒盟太仆寺旗贡宝拉格苏木黑沙图嘎查境内，是一座藏传佛教格鲁派寺院。

## 简介
玛拉盖庙位于锡林郭勒盟南端的贡宝拉格草原，207国道距北京350公里处。该庙始建于清朝康熙三十四年（1695年），竣工于雍正二年（1724年），获清廷赐名“咸安寺”，当地蒙古人称“玛拉盖庙”（汉语意为“帽子庙”）。玛拉盖庙注册喇嘛428名。玛拉盖庙是原太仆寺左翼牧群最辉煌的寺庙，太仆寺左翼牧群东部有骆驼山子庙，西部有敦达庙与小庙子。
玛拉盖庙初建时，主要建筑有朝克钦殿（两层楼）、神殿、鼓楼、庙仓大院。后来，又陆续建成曼巴殿、密宗教殿、时轮金钢殿等四个大殿以及小庙仓。此后，五旗的喇嘛自筹资金兴建了喇嘛住所，以及镶黄院、正白院、镶白院、正蓝院、骟马院等五处大院。据史书记载，玛拉盖庙是一组砖结构建筑，占地面积大约10亩，门前有旗杆一对，高约6距丈；共有八个大院，有60根大红柱子，有130多间房屋；南北大院两侧有四座鼓楼；有两尊青铜狮子；主殿五间，主殿两侧有厢庙，供奉二十余尊佛像，主殿前有两通刻有蒙古文的石碑；庙院内种植有两棵石树；常驻僧人350多名；每年阴历六月十四日，远近喇嘛聚集在该庙举行法事。
1930年《察哈尔通志》载：玛拉盖庙有喇嘛428名，香火地60顷；敦达庙有喇嘛62名，香火地30顷；以上两庙共有喇嘛490名，香火地90顷。当时，玛拉盖庙拥有不少沙毕纳尔（意为“众僧徒”），鼎盛时期沙毕纳尔人数曾超500名。玛拉盖庙的60顷香火地由迁入察布淖尔地区的农民耕种。玛拉盖庙拥有不少牛、马、羊，故该庙专门雇佣几户牧民牧养。玛拉盖庙在宝昌镇有40余间房屋，对外出租以收取房租。
玛拉盖庙建筑宏伟。该庙跳神面具极其精美。该庙曾藏有全套《甘珠尔》、《丹珠尔》等珍贵经书。该庙喇嘛中有的曾赴拉萨、塔尔寺、拉卜楞寺、五当召等寺庙修习，分别获转世活佛、大喇嘛、堪布、噶加、格西、固始等职位。该庙的曼巴殿建成后，喇嘛开始学习藏医学，通过采集并辨认药材接受培训，出过许多藏医医生。许多散落民间的佛像、经书、史料被收集到该庙，故该庙收藏的经书、史料丰富。
玛拉盖庙的主殿，供奉着二世章嘉罗华多尔吉的像。他出生于甘肃凉州，8岁奉诏驻北京旃檀寺，后来移驻嵩祝寺。雍正十二年（1734年）获封大国师，同年入西藏随七世达赖学习佛典，随五世班禅受大戒，次年返回北京。乾隆元年（1736年），接受“管理京师寺庙喇嘛札萨克达喇嘛印”。乾隆14年，篡修《钦定国文韵统》8卷，乾隆23年至38年，监修《满、汉、蒙古、西番合璧大藏全咒》88卷。乾隆16年，乾隆帝赐其“振兴黄教大慈大国师印”。二世章嘉研习佛理颇深。历史上，雍正9年曾给一世章嘉在多伦汇宗寺西南一公里处建善因寺住所（新庙）。二世章嘉虽继续负责管理内蒙古藏传佛教格鲁派事务，但不再居住新庙。二世章嘉活佛、多伦汇宗寺甘珠尔瓦活佛往返多伦、北京时，常驻玛拉盖庙，故玛拉盖庙留存的经书及文档丰富。
1947年6月12日，察北军分区骑兵师与中共宝源县大队、商化康联合县支队、内蒙古人民自卫军骑兵11、16师配合，在玛拉盖庙围歼了布里亚特匪徒300多人。当时，匪徒大部分在玛拉盖庙前的草滩内，指挥部在庙内，由200多人警卫；有三辆汽车、六挺轻机关枪、许多旱板车。中共的部队于1947年6月15日举行领导干部会议，部署任务，派三团主攻大庙、一团进攻草滩里之敌、县大队进攻淖尔南面之敌，武工队和警卫排保卫司令部，拂晓战斗打响，最终击溃布里亚特匪徒，缴获许多武器弹药、牛羊马、汽车等等。
文化大革命中，玛拉盖庙受到严重损失，经书及文档失散，二世章嘉的像也被砸碎。
玛拉盖庙第一期工程大召殿及配殿一共投资150万元人民币，于2006年11月8日竣工。开光诵经举办佛事活动。工程资金主要是民间筹得。玛拉盖庙（咸安寺）的第二期工程，主要修建大雄宝殿（两层），预算资金300至500万元。